# 2021年ケンタッキー州西部の竜巻

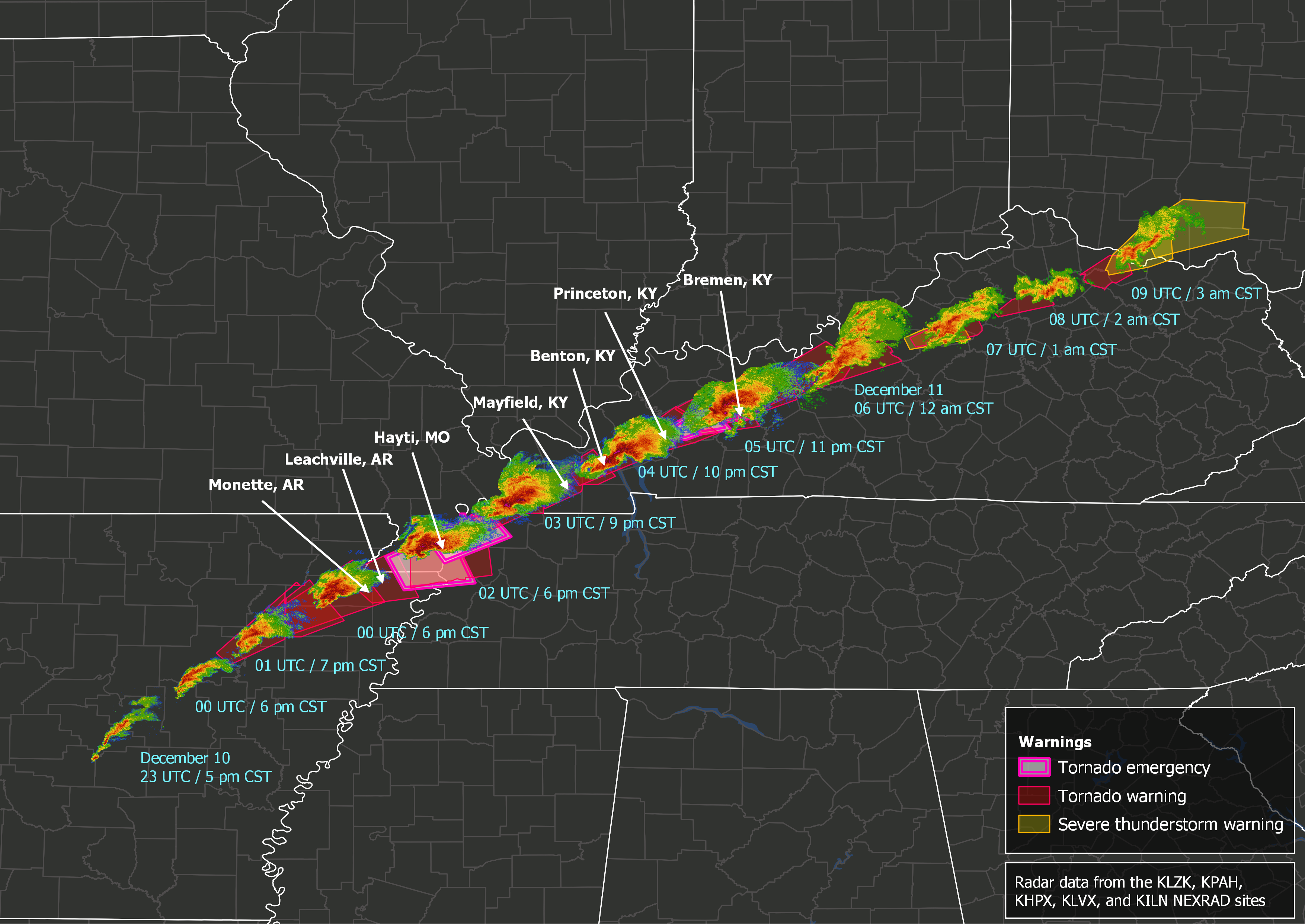
発生時に多くの竜巻を生み出したスーパーセルのレーダー画像。

2021年ケンタッキー州西部の竜巻（英: 2021 Western Kentucky tornado）では、2021年12月10日にケンタッキー州西部に発生した竜巻とそれによる災害について述べる。
この記事での時刻については特記なき場合、中部標準時(CST、UTC-6)とする。

## 概略
2021年12月10日から11日にかけて複数の強い竜巻がケンタッキー州西部を横断し、メイフィールド、プリンストン、ドーソン・スプリングス、ブレーメンなどの多くの町に甚大な被害をもたらした。竜巻は州内11郡を横断し、移動距離は266.7km（165.7マイル）にのぼった。同じ日には複数の州でも強い竜巻が多数発生したが、この竜巻が最も深刻な被害をもたらし、犠牲者は58人にのぼった。

## 気象概要
12月8日、暴風予報センター（SPC）はミシシッピ渓谷付近が荒天に見舞われる可能性があると発表した。しかし、深刻な災害が発生する可能性があったにもかかわらず、予報官は大気がどの程度まで不安定になるのか、ウインドシアの方向と程度がどれほどか、暴風雨がどれほどの規模となるのか現時点では不透明であるとの見解を示した。翌日、SPCはアーカンソー州南東部からインディアナ州南部にかけて激しい雷雨が発生する可能性が高いと予測し、その地域を災害発生のリスクが高い地域に指定した。
その後、気圧の谷がモンタナ州からテキサス州にかけて南北に広がるハイプレーンズを横切って東進し、ミシシッピ渓谷付近では大気の状態が非常に不安定となった。加えてメキシコ湾側からは暖湿流が流入し、湿度の上昇が観測されたことを受けてSPCは災害発生のリスクが高いとした地域をさらに拡大した。10日朝の段階で、SPCはアーカンソー州北東部からイリノイ州南部にかけても災害発生のリスクがあると発表した。また、強い竜巻を発見させるスーパーセルが長時間に渡って、加えて夜間に発生するおそれがあるとも発表し、警戒を呼びかけた。
10日午後3時、SPCは災害発生のリスクが最も高い地域（アーカンソー州中部と東部、テネシー州西部、ミシシッピ州北西部、ミズーリ州南東部、イリノイ州とインディアナ州の南部を含む）に竜巻注意情報（Tornado watch）を発表した。ミシシッピ渓谷中部ではその後数時間に渡って11回もの竜巻注意情報が発表された。午後2時頃、アーカンソー州中部で最初の暴風雨が発生した。それから約1時間半後にはミズーリ州中部、さらに1時間半後の午後5時頃にはミズーリ州南西部（ボリバルとカルタゴの間に形成され、最終的にはオクラホマ州北東部に逆行する）とアーカンソー州中央部でも暴風雨のクラスターが発生した。このクラスターの活動は、発生当初それほど強いものではなかったが、東進するにつれて急激に発達していった。
アーカンソー州アルカデルフィア近郊で形成された積乱雲の1つは、大気の不安定な状態と高い湿度の影響を受けて、長寿命のスーパーセルに成長していった。
このスーパーセルは、午後5時30分頃になるとアーカンソー州サーシーの南西付近で表面部の回転を示し始めた。午後5時51分アーカンソー州ノースリトルロック国立気象局であるCSTは、ジャクソン郡、ローレンス郡、ホワイト郡、ウッドラフ郡の一部に暴風雨関連の竜巻警報を発令した。一連の暴風雨に関連した竜巻の1つであるEF0相当の竜巻は、午後6時40分頃にポインセット郡西部(ウェイナー近く)で発生した。約15分後、ストームスポッターがグリーンフィールドの近くで大きな竜巻の発生を報告し、ポインセット郡、クレイグヘッド郡、ミシシッピ郡の一部（ジョーンズボロの南部を含む）に竜巻警報を発令した。
ドップラーレーダーの解析では、スーパーセルはほぼ連続的に高速での回転を維持しているとされ、約4時間20分の間で平均94マイル（82ノット、時速151km）であると推定された。このように高速で回転するメソサイクロンはスーパーセル全体の平均1.5%の割合で発生するとされる。一連の暴風雨は、徐々にテネシー州オビオン郡からケンタッキー州ヒックマン郡へと移動していった。この時間帯は、EF4相当の竜巻2つとそれらの経路を分割するように発生した3つの弱い竜巻に続いて、最大の被害をもたらした竜巻が発生した時刻と同じ時間帯である。
他の地域においては、ミシシッピ渓谷周辺地域で一晩中スーパーセルによる激しい暴風雨が多発し、さらに強力かつ長寿命の竜巻も発生した。11日の夜明け前までに、大気の不安定な状態が収まり始めたことに伴いケンタッキー州東部からアラバマ州中央部にかけて伸びる寒冷前線に沿う一連の暴風雨は徐々に弱まっていった。
SPCは10日から11日までに43件にのぼる短期気象予測を発表した。この気象予測のうち38件は大気の対流活動に関するもの、残り5件は中西部周辺で同時に発生した大雪に関するものであった。他方、国立気象局（NWS）はアーカンソー州、テネシー州、ミズーリ州、ケンタッキー州、イリノイ州、インディアナ州を含む9つの州に対し、夜間だけで合計149件の竜巻警報を発令した。
アーカンソー州、テネシー州、ケンタッキー州、ミズーリ州でも複数の竜巻警報と竜巻緊急事態が発令された。テネシー州メンフィスとケンタッキー州パデューカのNWS事務所が発令した竜巻警報のうち8件が竜巻緊急宣言であり、12月としては2015年12月23日に発令された3件を大きく超えて過去最多となった。
なお、アメリカ国内に大きな被害をもたらした一連の気象現象はカナダにも影響を及ぼし、カナダの気象庁はオンタリオ州の一部地域に強風と大雨の警報を発表した。しかし、アメリカ合衆国とカナダの国境の北では竜巻は予想も報告もされなかった。

## 竜巻の概要

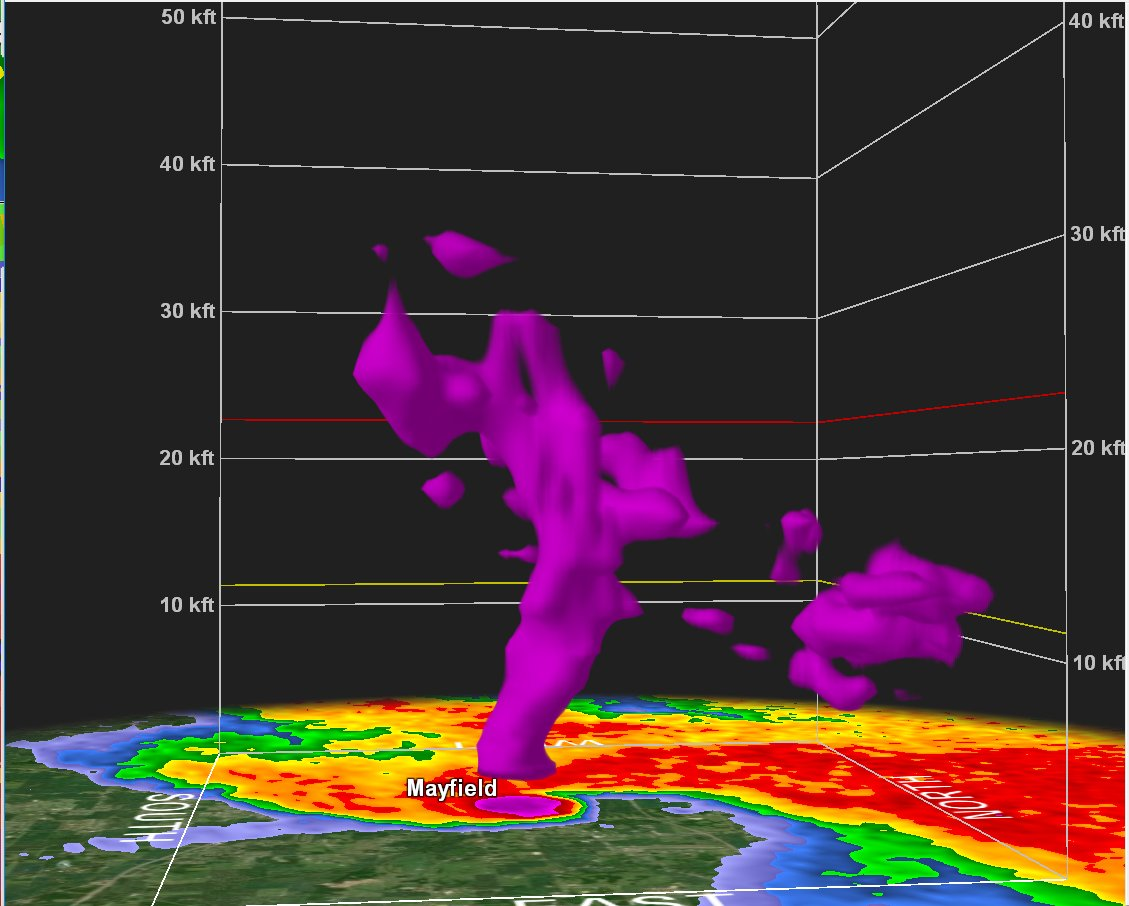
スーパーセルのレーダー3Dボリュームスキャンは、竜巻がメイフィールドを襲った際に、空中9.1 km（30,000フィート）以上の高さに破片が浮かんでいることを示している。

竜巻は、テネシー州オビオン郡のウッドランドミルズのコミュニティで中部標準時午後8時49分 (02:49 UTC) にウッドランドミルズロード沿いで始まった。竜巻はアーカンソー州北東部、ミズーリ州南東部、テネシー州北西部、リールフット湖の近くで影響を及ぼした別の長距離竜巻を以前に生成したのと同じスーパーセルによって生成された。
サムバーグの北東にあるオビオン郡でその竜巻が消滅した後、スーパーセルは北東に数マイルの地点に再びこの竜巻を発生させた。竜巻は当初、ウッドランドミルズの北側を通過し、テネシー州道5号線を横断する際に、樹木や屋根に軽微な損傷を与えた。北東に0.5マイル（0.8 km）移動した後、フルトン郡のステートラインのコミュニティ近くのテネシー州とケンタッキー州の州境を越え、EF0の状態で樹木にさらなる被害をもたらした。さらに北東に行くと、竜巻はEF2の強さに達し、家屋の屋根を引き裂き、別棟を損傷または破壊し、灌漑設備を損傷させた。

### ケイシー
その後すぐに、竜巻は激しくなり、ケンタッキー州のケイシーの小さなコミュニティにEF4の強度で直接影響を与えた。そこでは、複数の家屋や中小企業が被害を受けたり破壊されたりした。古い校舎にあった音楽会場がひどく損傷し、ケイシーボランティア消防団の建物が完全に破壊され、構造物の金属製の梁がひどくねじれ、重機が投げつけられた。ケイシー地域では、いくつかの別棟やトレーラーハウスも全滅した。また、ケイシーで1人の死者が発生し、他の数人が負傷した。
ケイシーの北東に移動した後、竜巻は弱まったが、EF3の強度で町の北東にある農村地域を移動し、納屋とセルタワーを破壊し、家から屋根と外壁を引き裂いたため、竜巻は依然として強いままであった。

### ヒックマン郡
竜巻はヒックマン郡に移動し、近くの畑で極度の地面の洗掘が行われたアメリカ合衆国のルート51を横切ると、劇的に激化したように見えた。竜巻はこの地域の地面に複数の塹壕を掘り起こし、最悪の影響を受けた地域ではすべての草と数インチの表土が取り除かれた。ただし、国道51号線の近くでは構造物に影響はなく、評価が適用されていない。家屋や金属トラス塔が破壊されたため、EF3の被害はこの時点を過ぎても続いた。

### グレイブス郡
EF2の損傷は、州間高速道路69（I-69）とアメリカ合衆国45をメイフィールド市に直接平行して、グレイブス郡に進んだときに確認された。ケンタッキー国道339号線沿いの家は屋根が剥がれ、この地域では多くの木々や電柱が倒壊した。

#### メイフィールド
国立気象局は大規模な竜巻が南西から町に接近しているため、中部標準時午後9時26分 (03:26 UTC) にメイフィールドに竜巻の緊急事態を発令した。竜巻がメイフィールドの南西側に入ると、EF4の強度が回復し、道路に沿って多数の家屋が損傷または破壊された。この地域の木々は樹皮が剥がれ、車は投げ飛ばされ、トレーラーハウスは全滅した。EF4の被害は、約110人の従業員が働いていたキャンドル工場であるメイフィールド・コンシューマー・プロダクツが地面に押しつぶされたメイフィールドバイパスの近くで続いた。大きな金属製の倉庫の建物は完全に崩壊し、多くの従業員を閉じ込め、8人の死者と多くの負傷者を出した。働いていた理由はその地域の1回目と2回目の竜巻警報の間に工場を離れると、労働者の仕事が脅かされたからだという。他のいくつかの産業事業もろうそく工場の近くで損傷または破壊されたが、セミトラックや他の産業用車両も投げられて破壊され、そのうちのいくつかは認識できないほどになっていた。
その後、竜巻はさらに激しくなり、町の中心部を直接引き裂くときにEF4強度に達し、メイフィールドの歴史的なダウンタウンの広場全体に広範囲にわたる壊滅的な被害をもたらした。メイフィールドのダウンタウンにあるほとんどの建造物は、完全に崩壊した複数の大きくてよく建てられた高層のレンガ造りの建物を含め、ひどく損傷または破壊された。繁華街の最も被害の大きかった部分には、レンガと材木の大きな山だけが残り、通りはがれきに埋もれたままであった。グレイブス郡庁舎は、屋根の多くが引き裂かれ、時計塔が崩壊した。そしてその外側の上層階の壁のいくつかはノックダウンされた。いくつかのレストラン、屋内サッカー施設、理髪店、自動車事業、ジム、銀行、映画館、健康とリハビリセンター、および他の多くの事業がメイフィールドのダウンタウンで破壊された。穀倉地帯で大きな金属製のサイロが大きな損傷を受け、大きなメイフィールドの給水塔は地面に倒れて完全に破壊された。郵便局、市役所、消防署、警察署も重大な被害を受けたり破壊されたりした。緊急オペレーションセンターは無線通信を送信する機能を失なった。メイフィールドのダウンタウンでは、祭壇の後ろの壁の一部を除いてほぼ完全に平らにされた大きくてしっかりしたレンガ造りの教会である第一長老派教会を含む、3つの大きな教会が破壊された。最初のキリスト教教会はドーム型の屋根と上壁の崩壊を持続し、最初の合同メソジスト教会は非常に厚い石積みの外壁で建設された聖域の崩壊を持続した。スクールバスのガレージ、金属製の工業用建物、アパートの建物も、町の他の地域で大きな構造的損傷を受けたり、破壊されたりした。市内の住宅地も荒廃し、多くの家屋が被害を受けたり破壊されたりした。その中には、基礎から平らになったり、流されたりした家屋も含まれる。レーダー画像は、竜巻が都市に衝突した時に、最大9,100 m（30,000フィート）の高さまで破片を空中に持ち上げたことを示した。メイフィールドとその周辺で22人が死亡し、さらに数百人が負傷し、その多くが重傷を負った。

#### メイフィールドを離れた後
メイフィールドを離れた後、竜巻は弱まり、EF2からEF3の強さに損傷を与え、I-69に沿って北東に進んだ。メイフィールドグレイブス郡空港においては格納庫といくつかの小型飛行機が破壊され、複数の家屋がひどく損傷した。近くに教会や商店が被害を受けた。竜巻はさらに北東に進んでいき弱体化が起こり、EF0からEF1までの樹木や構造物への被害が発生した。

### マーシャル郡

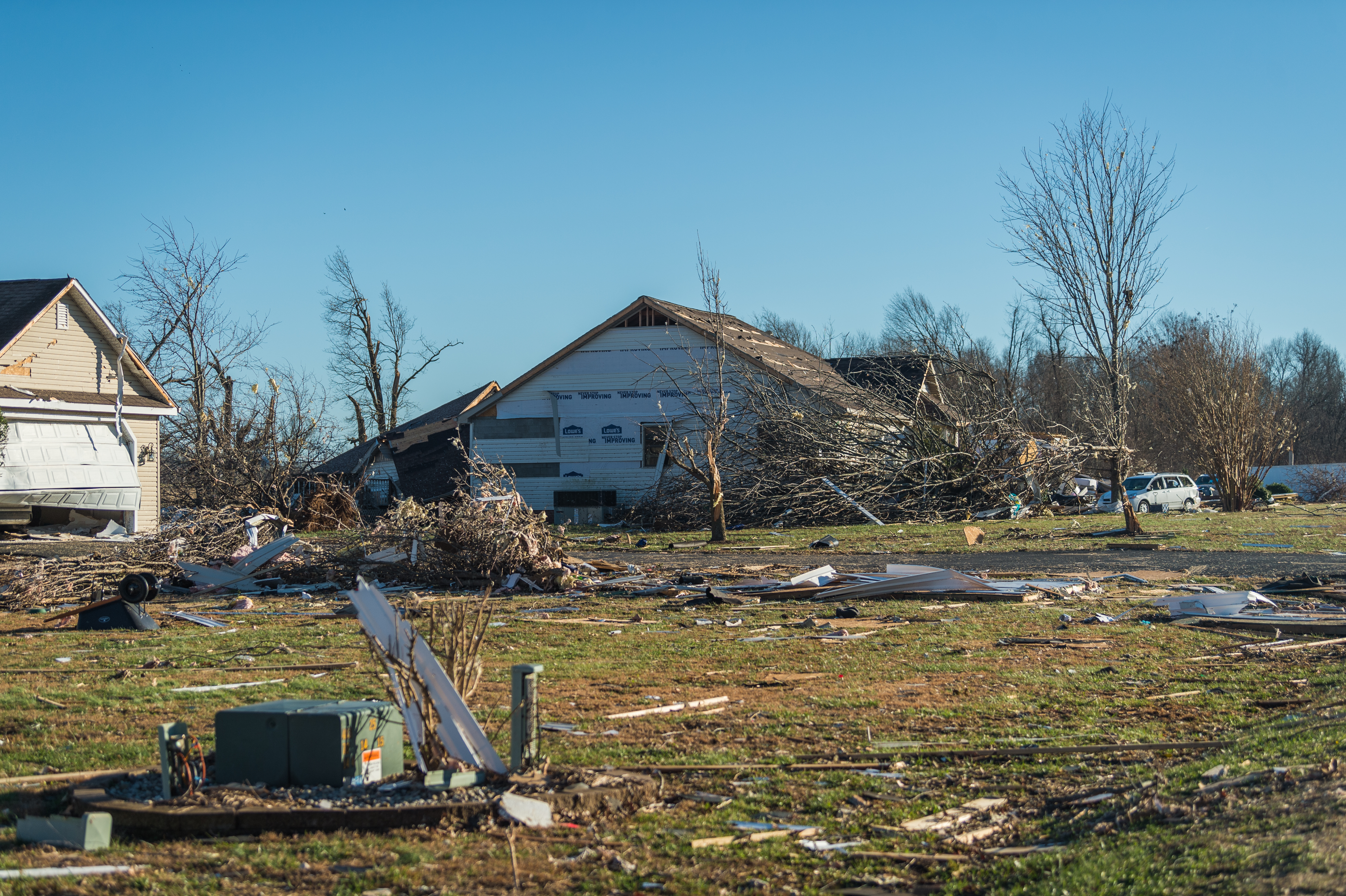
マーシャル郡ベントンの被害の様子。多くの木々がなぎ倒された他、多くの家屋が被害にあった。

その後、マーシャル郡ベントンの北西部と北部の郊外を移動し、多くの家、ガレージ、別棟を損傷または破壊し、多数の木や送電線を倒し、RVキャンピングカーをひっくり返す前に、マーシャル郡の境界線に近づいて横断するにつれて、再び激化した。マーシャル郡のこのセクションによる被害の大部分は、強度がEF2からEF3の範囲であったが、ベントンの南西にあるいくつかの家は、EF3強度で基礎からつぶされた。EF2の強度でブリアンズバーグのコミュニティ全体に被害が続き、家屋は屋根の全損に部分的に耐え、別棟が損傷または破壊され、金属製の鉄塔が崩壊した。ブリアンズバーグを過ぎて、EF3の損傷は、固定が不十分な家が平準化されたLowery Roadに沿って見られ、他のいくつかの家は、パスのこのセグメントに沿ってEF2の損傷の被害にあった。
竜巻は、ケンタッキー湖の西岸に沿って位置するケンブリッジショアーズの小さなコミュニティを直接引き裂いたため、EF4の強度に達した。ケンブリッジショアーズでは、平坦化または一掃された複数の大きな湖畔の家を含め、多数の家が完全に潰された。たくさんの大きな木が折られ、車は吹き飛ばされた。消防署の建物の屋根が剥がれ、大型の金属製ボート保管棟も破壊された。

### ライアン郡
竜巻はケンタッキー湖を越えてライアン郡に入り、バークレー湖を越える前に、湖の国立保養地の間の土地を通り抜け、大きな木々を刈り取り、電柱を破壊した。バークレー湖を渡った後、竜巻はEF3の強さに弱まったが、湖の東岸近くのケンタッキールート93と州間高速道路24号線を横切ると、大きな被害を引き起こし続けた。また、住宅の基礎を破壊した。

### コールドウェル郡
その後すぐに、竜巻は再び激化し、コールドウェル郡に渡り、竜巻の緊急事態が発生したプリンストンの南端に衝突したときにEF4の被害をもたらした。多くの家が町の南と南東の縁に沿って破壊された。特に、プリンストンゴルフアンドカントリークラブの区画では、いくつかの家が平らに押しつぶされたり、流されたりした。ケンタッキー大学研究センターは破壊され、金属製の屋根トラスが構造物から数百ヤード離れて運ばれ、木々に巻き付けられた。車は駐車場から隣接するフィールドに投げ込まれ、コンクリートの街灯柱の足場が駐車場から引き裂かれ、地面の洗掘も記録された。
プリンストンとその周辺では木々の手足が剥ぎ取られ、部分的に樹皮が剥がれ、納屋と農場の建物が破壊され、家畜が殺され、町の外の畑にサイクロイドの痕跡が残された。プリンストンでは4人の死者が発生し、多数の負傷者が出た。
その後、竜巻はアメリカ合衆国のルート62をたどり、ルイスタウンとミッドウェイの小さなコミュニティの家にEF2からEF3の被害をもたらした。

### ドーソン・スプリングス

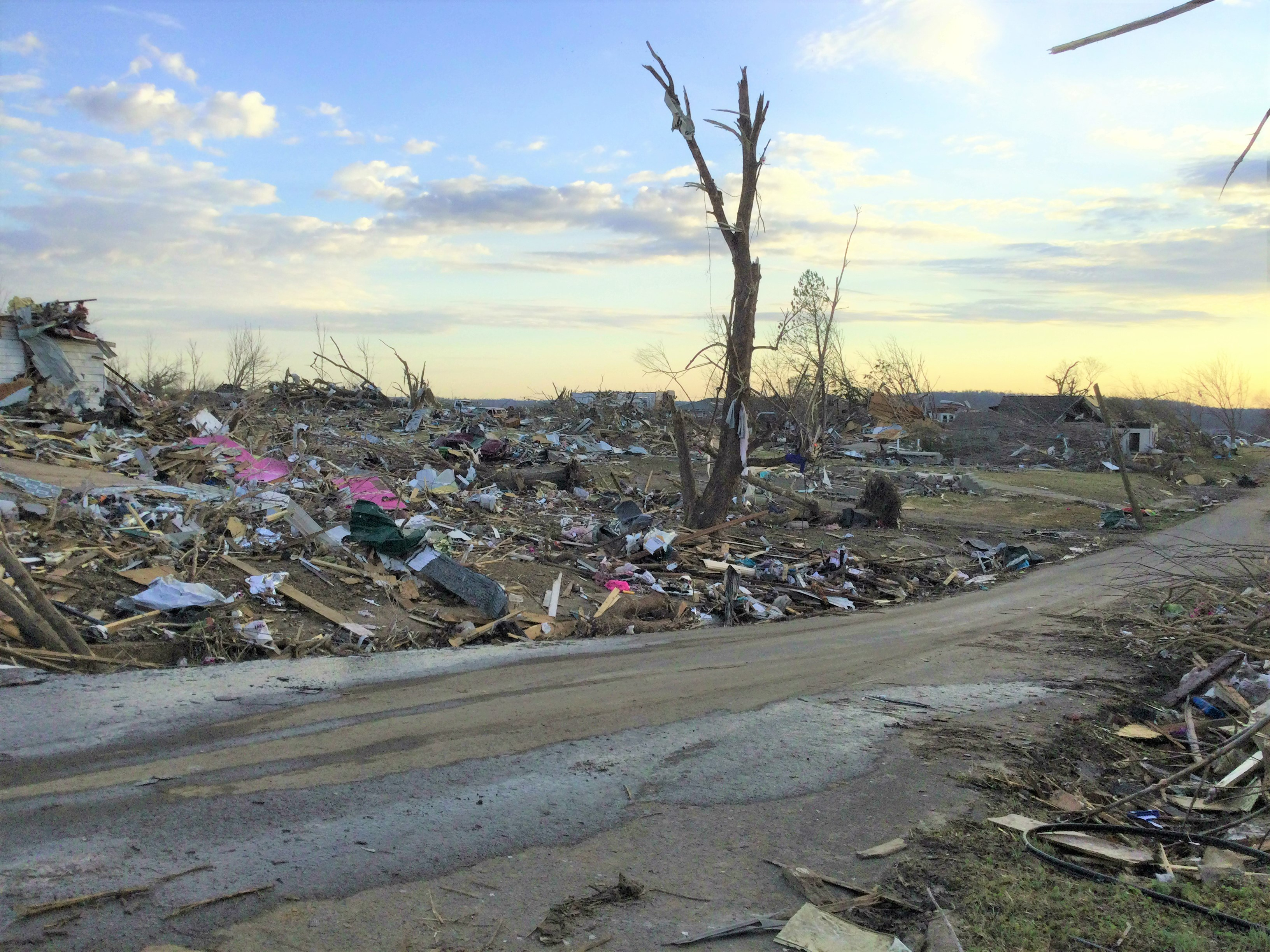
ケンタッキー州ドーソン・スプリングスの住宅地における広範囲にわたる荒廃。

ミッドウェイを過ぎると、竜巻は激しくなり、再びEF4の強さに達し、コールドウェル郡とホプキンス郡の境界線に沿って位置するドーソン・スプリングスの町に直撃したため、壊滅的な被害をもたらした。嵐がこの地域を通過したとき、ドーソン・スプリングスとセントチャールズで4回目の竜巻の緊急事態が発生した。
ドーソン・スプリングス北部の住宅地は荒廃し、家屋のブロック全体が破壊され、その多くは潰されたか、基礎から一掃された。車が投げられ、大量の構造物の破片が四方八方に散らばり、無数の木が細断されて樹皮が剥がれ、最も打撃を受けた地域には瓦礫だけが残った。
ドーソンビレッジの集合住宅は完全に破壊され、2階建てのレンガ造りの集合住宅のいくつかがEF4の被害を受け、1階の内壁がわずかしか残っていないため、大部分が瓦礫になった。複合施設の駐車場には、多数の車両が山積みに投げ込まれた。
クラークデール・コートでいくつかのデュプレックスが破壊されました。その中には、残骸の山だけが残っている状態で水平にされたものも含まれる。アメリカ在郷軍人会のポストと洗車は平らになったが、教会と診療所は大きな被害を受けた。竜巻が町を出ると、いくつかの物流施設と倉庫が工業団地で平準化され、いくつかの金属製のセルフストレージユニットの建物と大きなガレージが近くで破壊された。
ドーソンスプリングス地域で4人が死亡し、他の多くの人が負傷した。 竜巻がドーソンスプリングスをその基礎から家に押し流した後、母親と3人の子供は、マットレスにぶら下がって200フィートの高さで空中をフィールドに投げ込まれ、比較的軽傷を負って生き残った。1942年に撮影された写真は、ドーソンスプリングスの破壊された家から、激しい上昇気流によって約210 km（約130マイル）飛ばされ、最終的にインディアナ州ニューアルバニーで発見された。

### ホプキンス郡

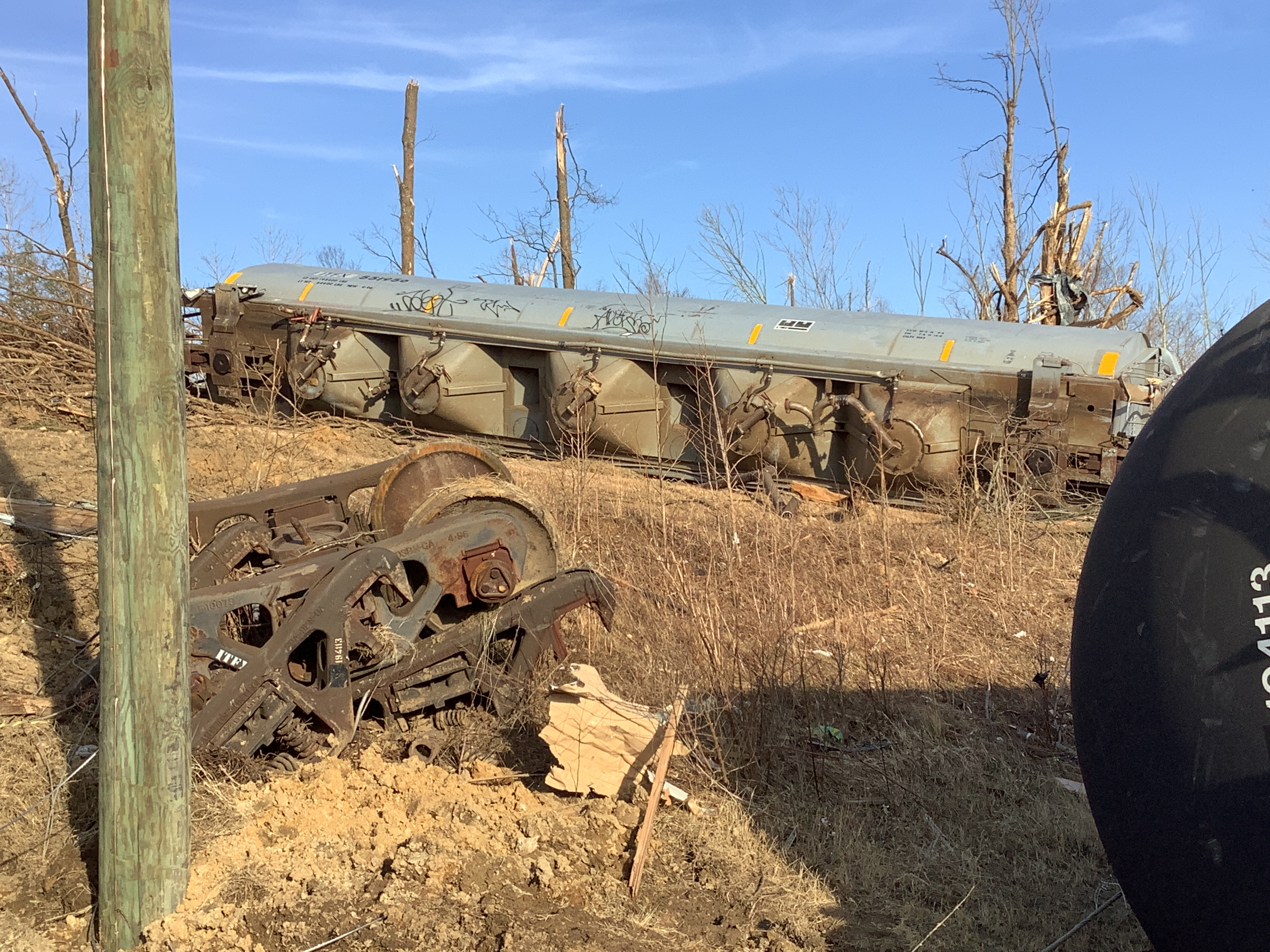
ケンタッキー州バーンズリーの線路から投げ出されたマルチトンの貨車。

竜巻はわずかにEF3強度に弱まりまったが、大きな被害を引き起こし続け、ドーソンスプリングスを越えて北東に進み、イルズリーの北を通過し、カーボンデールの農村コミュニティを通過した。農場の別棟やトレーラーハウスが取り壊され、複数の家屋が大きな被害を受けたり、破壊されたりした。そのうちのいくつかは平らに押し潰された。追加のハイエンドEF3損傷が発生し、アーリントンのすぐ南にあるバーンズリーを通過するときに、別の竜巻緊急事態が発生した。
小さなコミュニティのほとんどすべての家は、うまく建設されていなかったものの、平準化されたものも含めて、損傷または破壊された。竜巻がバーンズリーを襲ったため、CSXの貨物列車が脱線し、25台のマルチトンの貨車が脱線した。そのうちのいくつかは、家に投げ込まれたものを含め、線路から投げ出された。
何千本もの大きな木が伐採され、車両もひっくり返された。バーンズリーを過ぎると、竜巻は人口の少ない沼沢地を通過し、そこではより大きな木が折れたり根こそぎにされたりし、被害はEF2と評価された。

### ミューレンバーグ郡
ミューレンバーグ郡北部に続いて、竜巻が南西から接近したときに、さらに別の竜巻緊急事態がブレーメンのコミュニティに発令された。町の北側を通ってケンタッキールート175を横断し、道路と平行に進み始めると、竜巻は突然EF4強度に強化された。道のこの部分に沿って多くの家が破壊されました。その中には、完全に破壊されて流された家もあり、がれきはほとんど残っていなかった。
大きな木はひどい露出と皮剥ぎを続け、草は地面から剥ぎ取られた。ブレーメンで最悪の被害のいくつかは、ベツレヘム墓地道路に沿って発生した。そこでは、4つの家の列が破壊され、通りの向こう側の畑にがれきが散乱し、長距離の風が吹いた。
ある家の土台からコンクリートの床スラブが引き裂かれ、粉々になり、別の住居の舗装された私道がひび割れた。ベツレヘムバプテスト教会は、レンガの外壁の1つが吹き飛ばされ、基礎からわずかにずれていたが、チャーチストリート・ジェネラル・バプテスト教会は屋根の多くを失なった。ブレーメンとその周辺で合計11人が死亡し、その他が負傷した。
12月11日のケンタッキー州最高裁判所の声明で確認されたように、死者の中にはミューレンバーグ郡とマクリーン郡を代表する地区裁判官のブライアン・クリックがいた。
竜巻は多少の弱体化が発生しましたが、竜巻がブレーメンを出てアメリカ合衆国国道431号線を通過した後も大きな被害が続いた。そこでは、一部の家屋やトレーラーハウスが損傷または破壊され、数百本の大きな木が折られた。この領域の損傷は、EF2からEF3と評価された。

### オハイオ郡

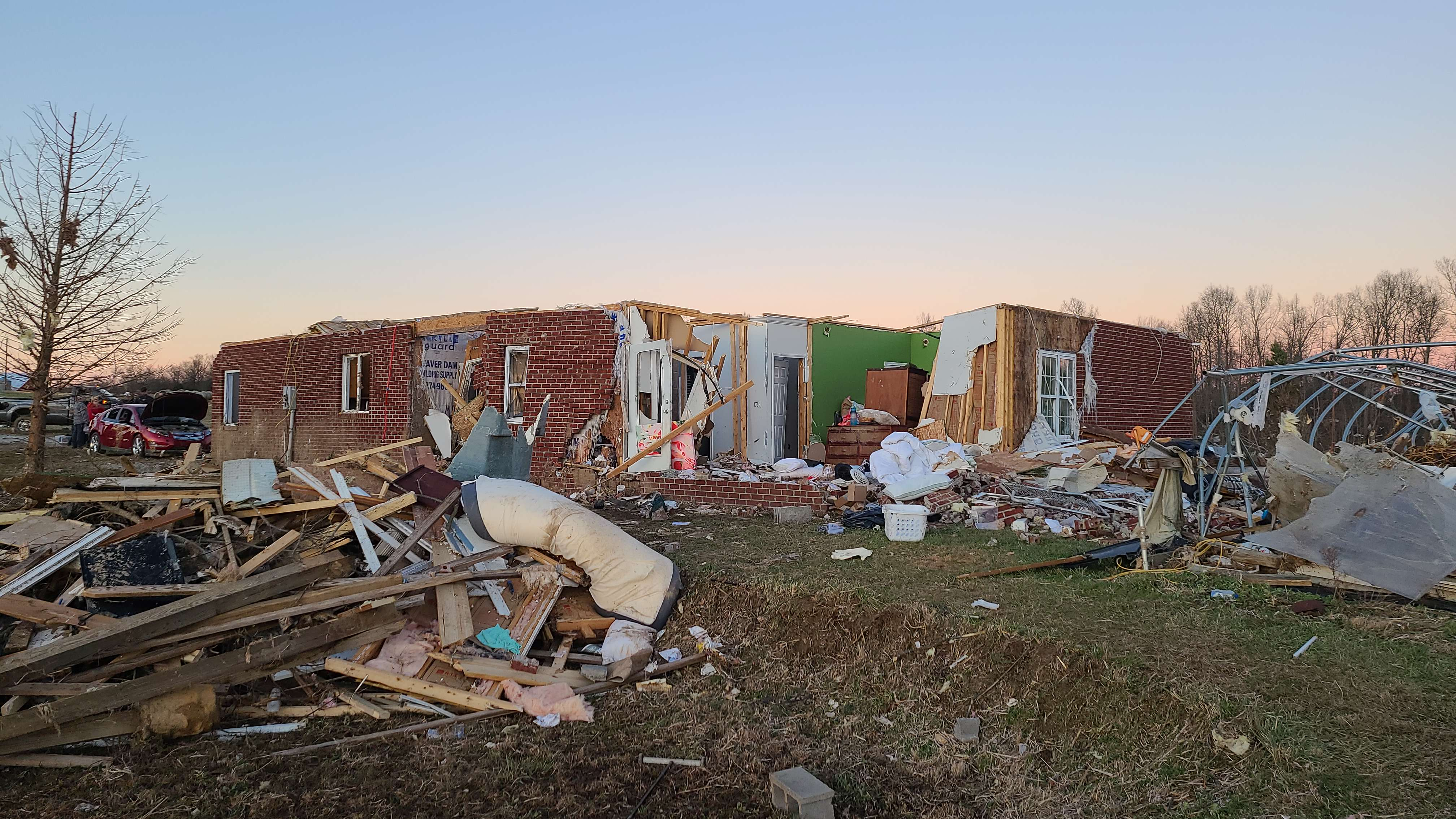
ケンタッキー州ハートフォード近郊の家の大規模な構造的損傷。

ミューレンバーグとマクリーン郡の境界線の近くを通過すると、竜巻は中部標準時午後11時10分 (5:10 UTC)にオハイオ郡に渡った。センタータウンの西にある険しい丘陵地帯を横断するときにEF1ダメージを生成した。それは廃炭露天鉱を通り抜け、石炭コンベヤーベルトの大部分を転覆させ、多くの木を折って、電柱を倒した。この地域では、いくつかの農場の別棟も損傷または破壊された。
センタータウンの北で再び強くなり、屋根の多くが引き裂かれ、外壁が崩壊し続けたしっかりした家を含む、複数の家や別棟が損傷または破壊されたため、EF2の損傷が発生した。5つの大きな鶏舎が破壊され、小道沿いの数百本の大きな広葉樹が、幅1/4マイルの帯に沿って根こそぎ折られた。EF1の強度に戻ると、竜巻はカーターフェリーロードとマッドカレッジロードに沿って木を倒した。
竜巻はハートフォードの西側の平坦な地域に入り、再び激しくなり始め、ジョンソンスクールロードに沿って大きな鋼製の電柱が曲がったり壊れたりして、EF3の被害となった。ラフ川とともに、ハートフォード近くのアメリカ合衆国231、州間高速道路165、ケンタッキールート69を2回横断した。
住宅や企業はこの地域でEF3の重大な被害を被り、2台のトラクタートレーラーが持ち上げられて40ヤード（37 m）投げられ、キャブの1つがひどく壊れた。大きな納屋とガレージは完全に取り壊され、小さなレンガ造りのオフィス構造が、家、非常に大きなサイロ、肥料貯蔵施設とともに破壊された。
EF3強度の損傷の最後の領域は、ハートフォードの北東にあるKY69とアトリー・ドライブに沿って発生した。そこでは、固定が不十分なブロック基礎の家が流されて完全に破壊され、近くの他の家は屋根と外壁を完全に失なった。固定された2つのトレーラーハウスも流されて破壊され、フレームが投げられて曲がり、そのうちの1つは91 m（約100ヤード）投げられた。RVキャンピングカーもこのエリアに約27 m（30ヤード）投げられ、逆さまに着陸した。また、トラクターや大きな干し草の俵もかなりの距離を投げられた。
竜巻がオラトンの北を通過する前にハンブルバレーロード、ホールズクリークロード、マウントバーノンロードを横切ったため、このポイントを超えて最大のEF2強度の損傷が発生した。家屋はひどく損傷し、納屋とトレーラーハウスは破壊され、牛は殺され、何千本もの大きな広葉樹が倒された。竜巻はオハイオ州とグレイソン郡の境界線と平行しており、ラフ川の曲がり角を非常に短時間越えてグレイソン郡に入った。 何百本もの木がケインフォードロードに沿って倒れ、放棄されたトレーラーハウスが破壊された。
その後、竜巻はケンタッキールート54を横断した。そこでは、EF2の被害の最後の領域が発生した。脆弱な家が破壊され、壁が数本しか立っていないままになり、大きな木が折られ、そのうちの1本が倒れて車が破壊された。この地域では、いくつかの別棟も損傷または破壊された。

### ブレッキンリッジ郡
EF1強度でブレッキンリッジ郡に入ると、ブレッキンリッジ-グレイソン郡線と平行に進み、フォールズオブラフの北西を通過した。この地域では数百本の木が倒れ、いくつかの建造物が小さな被害を受けた。EF0の強さでケンタッキールート79を横断する際に送電線を停止し、大きなボート保管施設を損傷し、小さな空港の滑走路を越えて北東に300ヤード（270 m）の破片を散乱させた。
竜巻が中部標準時午後11時47分 (5:47 UTC)にグレイソン郡のパークドライブの近くで消散する前に、小さな木の損傷が発生した。その後、マクダニエルズの西約4マイル（6.4 km）にあるラフリバー湖近くのラフ・リバー・ダム・リゾート州立公園に入った。
竜巻はほぼ3時間地上にあり、ウッドランドミルズからラフリバーダム州立リゾートパークまで165.65マイル（266.59 km）を進行した。これは、記録された歴史の中で9番目に長いものであった。最高時速190マイル（310 km/h）の推定最高風速で、EF4とされた。死者数は58人と確認されており、10年前の2011年5月22日のミズーリ州ジョプリン竜巻以来、アメリカ合衆国で最も致命的な単一の竜巻であった。

## 被災後

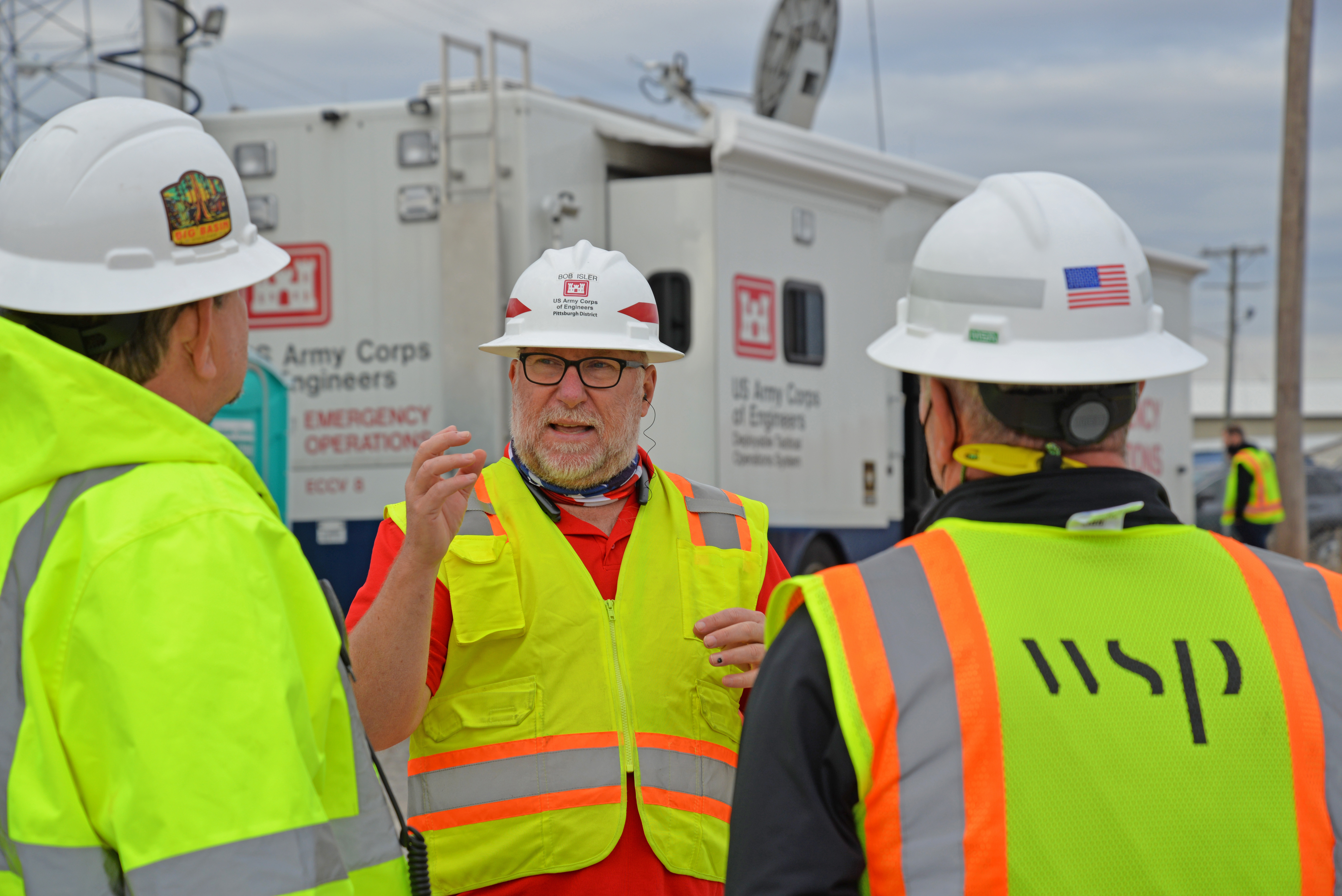
災害対応の様子

アメリカ赤十字社、救世軍、ワールド・ビジョンなどの災害援助および人道支援グループが寄付を集め、救援物資を被災地に移動または輸送して支援を提供しているため、現在、復旧作業が進行中である。
12月11日、ジョー・バイデン大統領はケンタッキー州の連邦緊急災害宣言を承認した。その日早く、アンディ・ベシア知事はケンタッキー州西部の一部で非常事態を宣言した。アンディ・ベシア知事はまた、竜巻救援基金の創設を発表し献血された血液が新型コロナウイルスによるパンデミックのため全体で不足していたため、人々に献血を求めた。12月15日、メイフィールドのキャシー・スチュワート・オナン市長は、「回復する努力を続ける」と述べた。
竜巻が発生する前に工場管理者がろうそく工場を離れることを禁止したという告発が12月13日に報告された。労働者は、「もしあなたがこの工場を出たら、私たちはあなたを解雇する可能性が高いだろう」と経営陣から言われたと述べた。12月17日、ろうそく工場の複数の労働者が州裁判所でメイフィールド消費者製品に対して補償と懲罰的損害賠償を求めて訴訟を起こしたと報じられた。 訴訟は、工場が安全予防措置として労働者を去らせるのに最大3時間半かかったと主張した。会社は「労働者の権利に対する著しい無関心」を示し、労働者を避難させることを拒否した事によってケンタッキー州の労働安全衛生職場基準に違反したとした。

## ギャラリー

### ケイシー

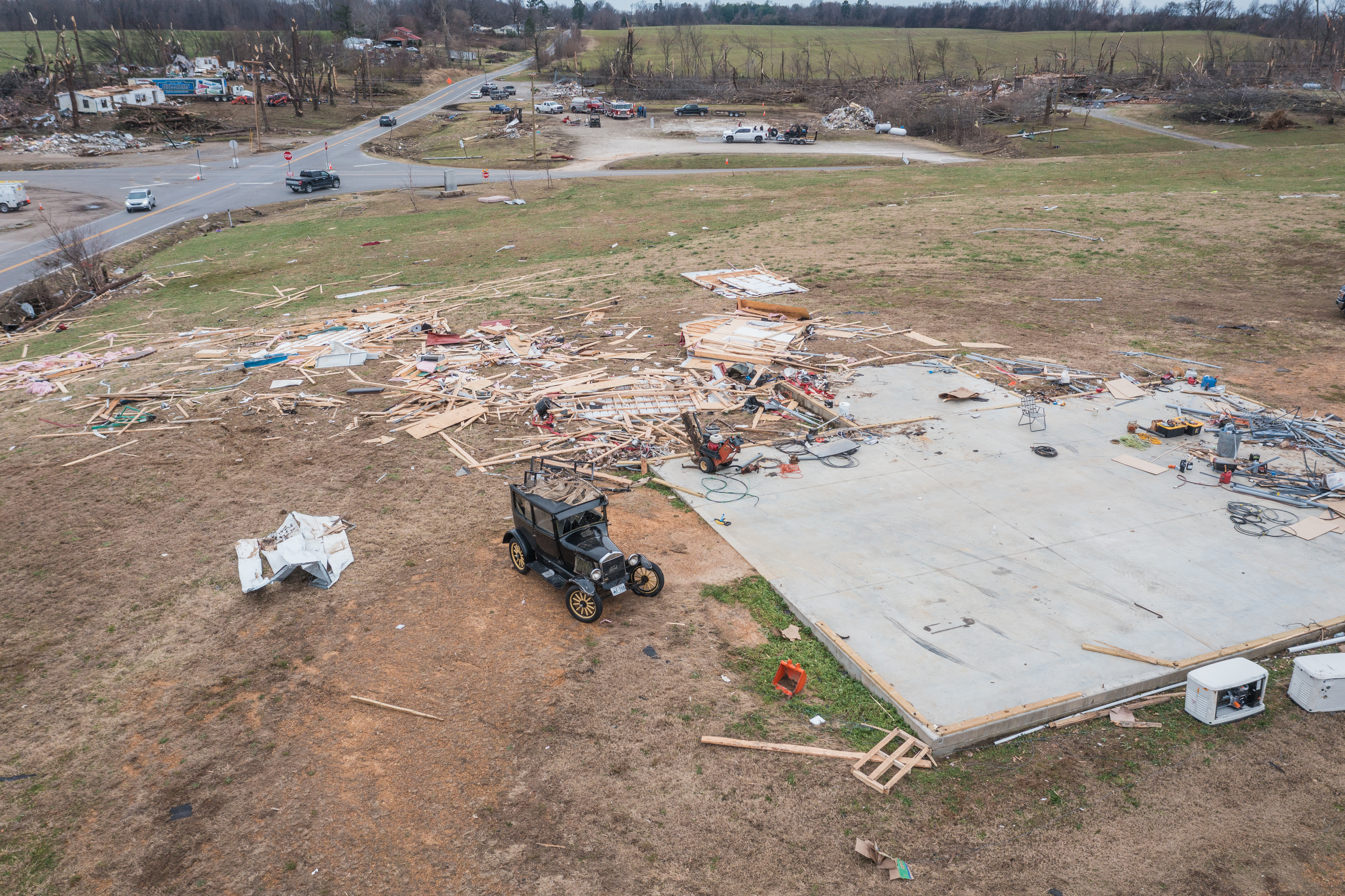
竜巻によって破壊されたケイシーの家屋
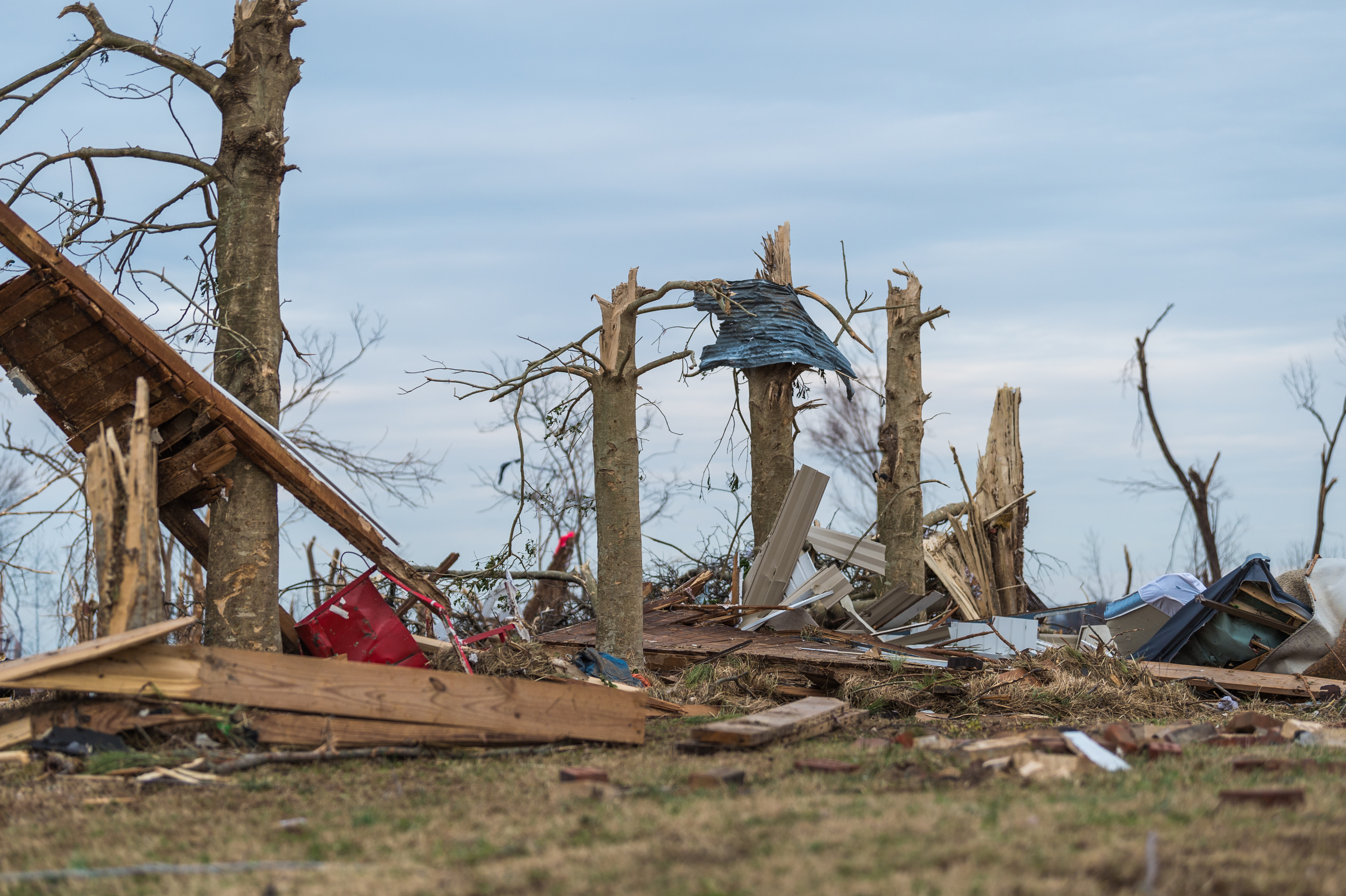
なぎ倒された木々と瓦礫の様子
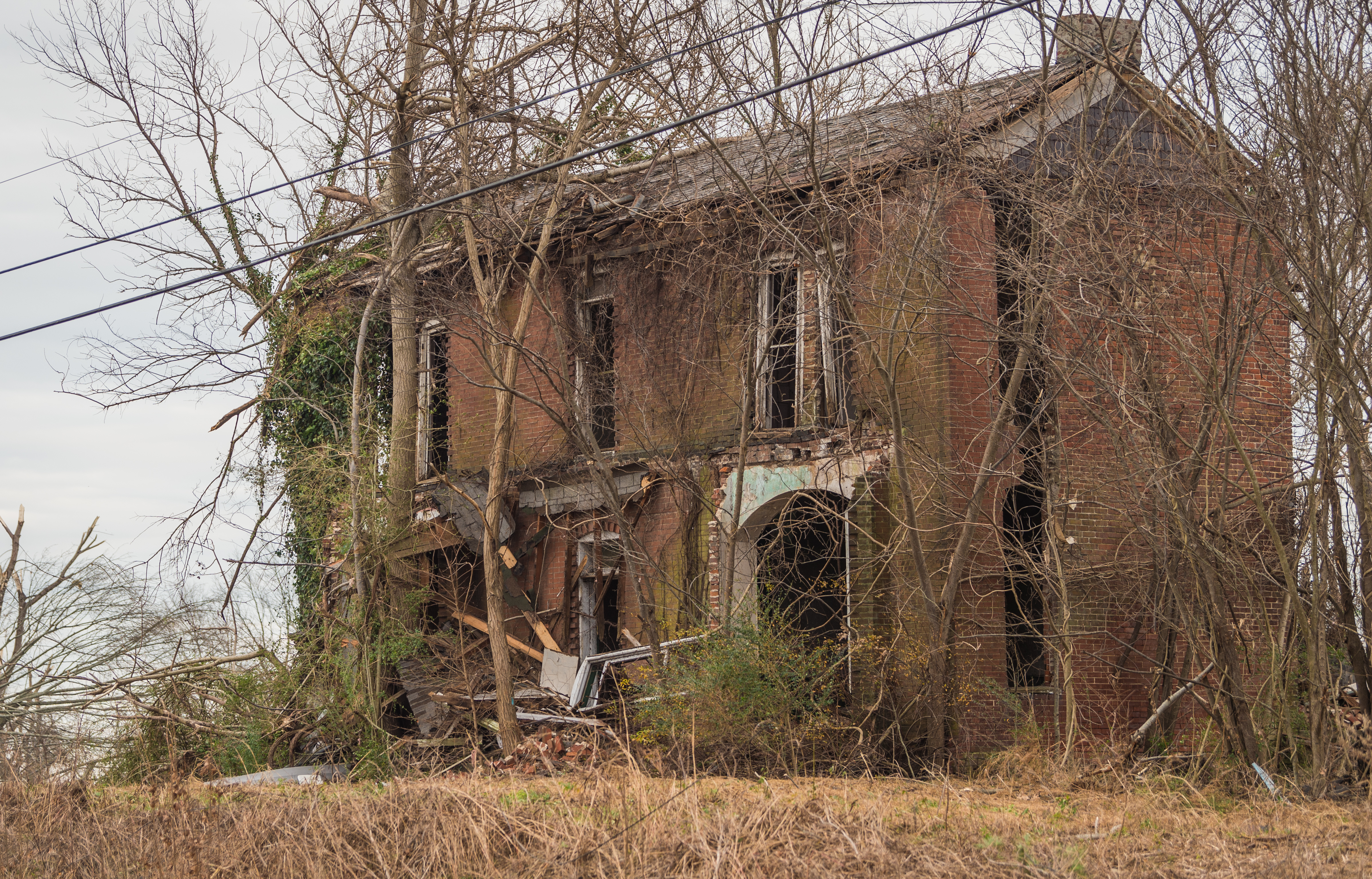
ケイシーにおいて被害を受けた家屋の様子
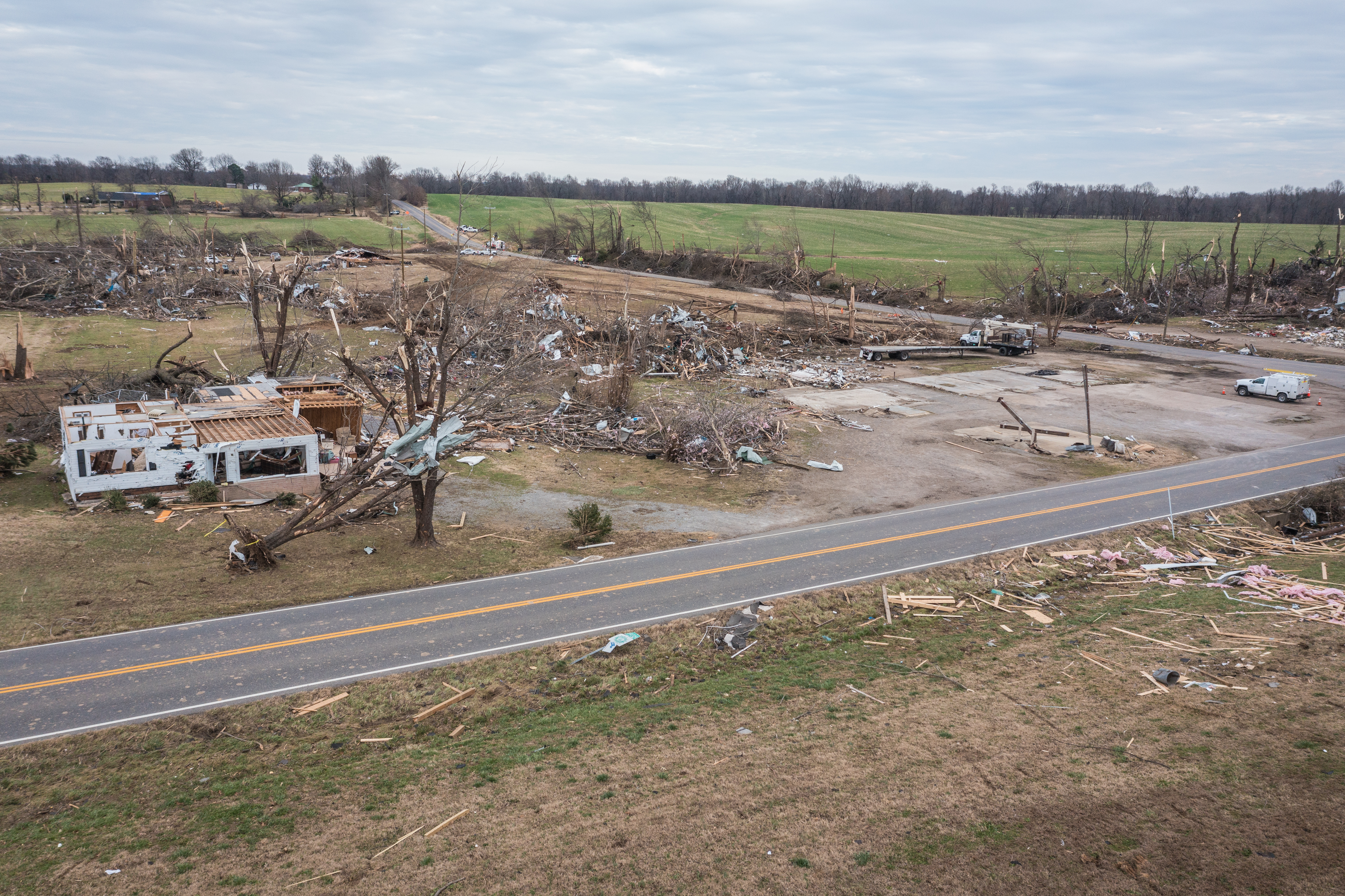
竜巻によって破壊されたケイシーの家屋や瓦礫
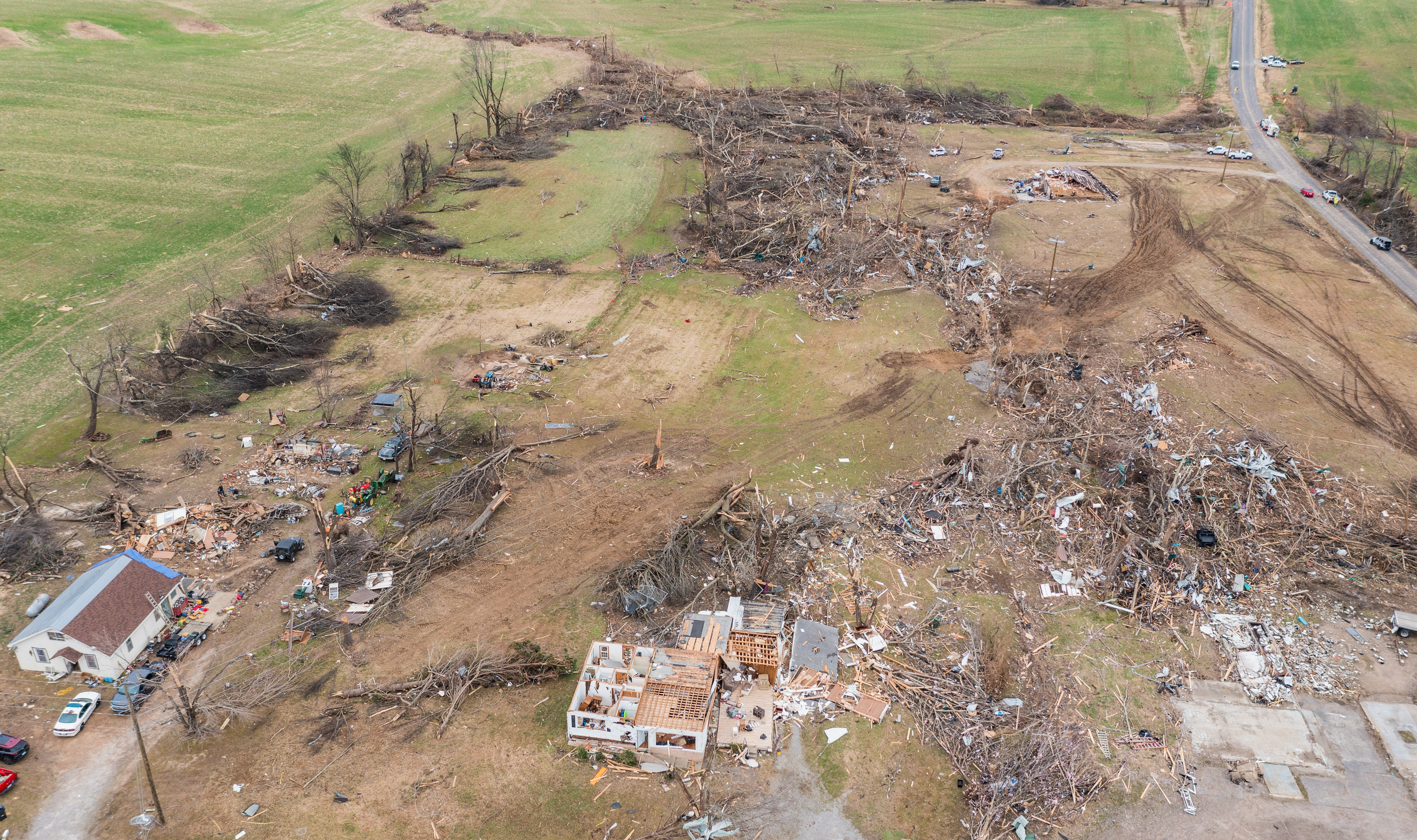
空中から撮影されたケイシーの被害の様子

### メイフィールド

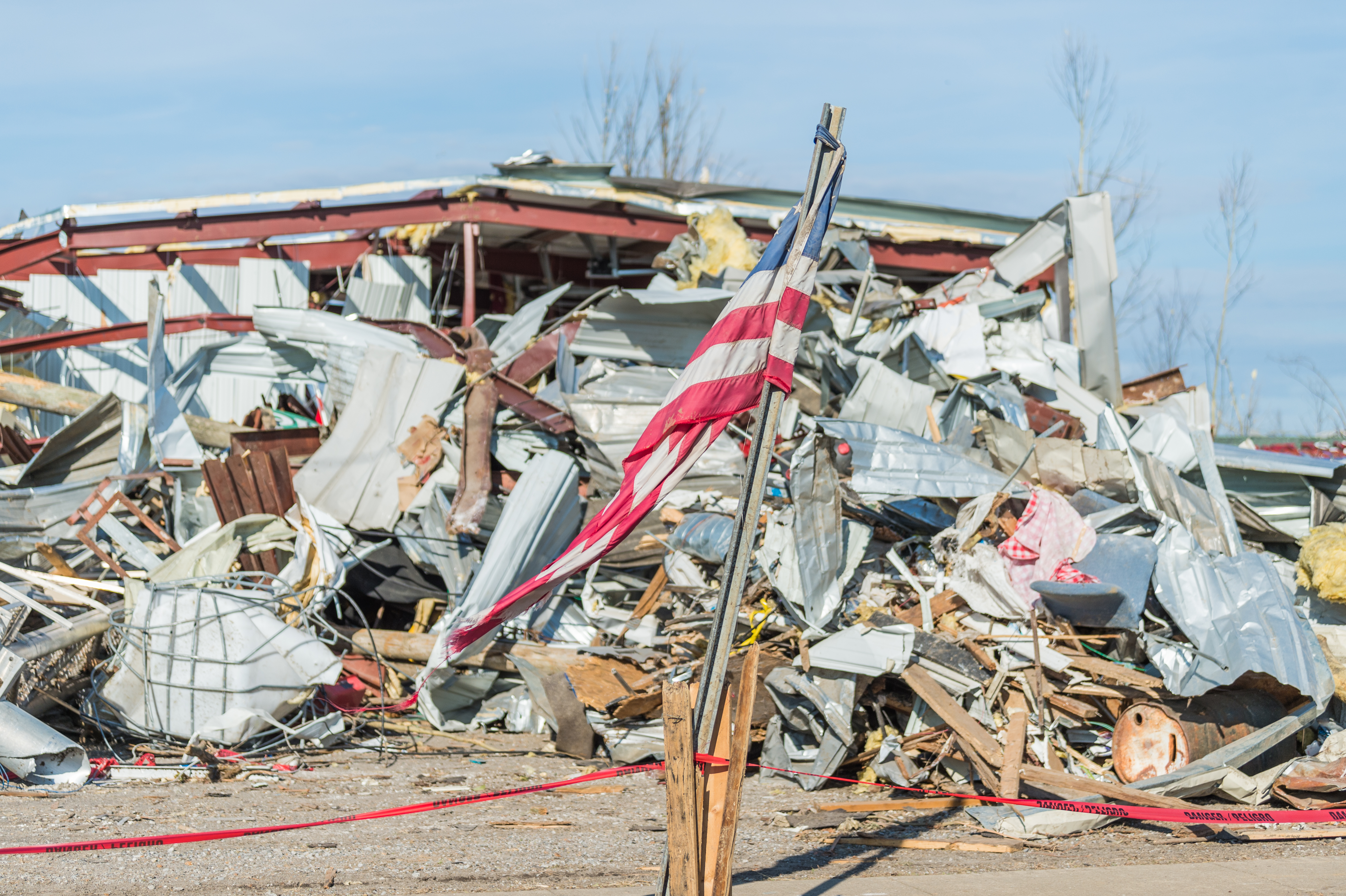
竜巻によって破壊されたメイフィールド市内の家屋
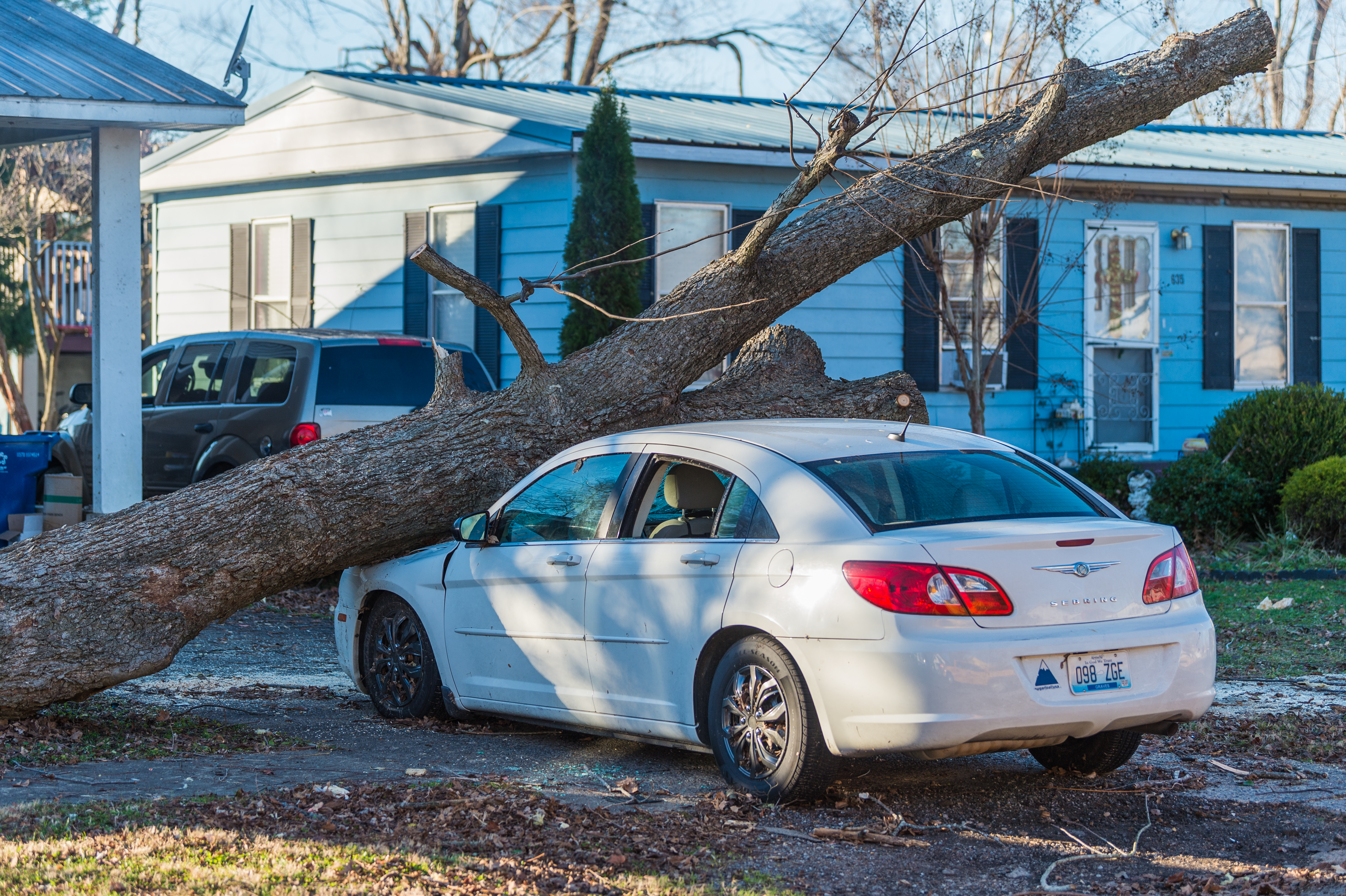
ケンタッキー州メイフィールドで倒木に押しつぶされた車
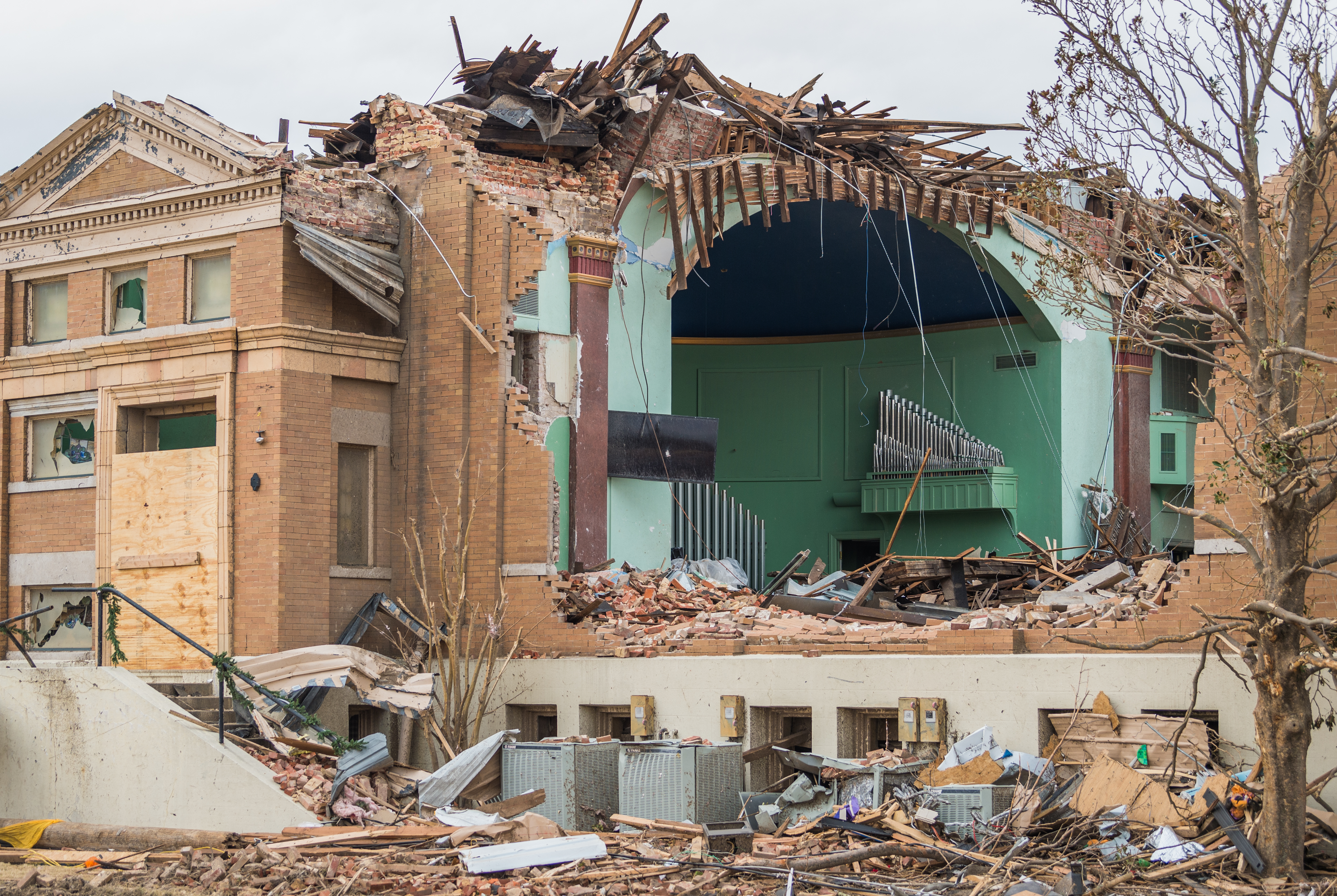
竜巻によって破壊された「最初のキリスト教会」
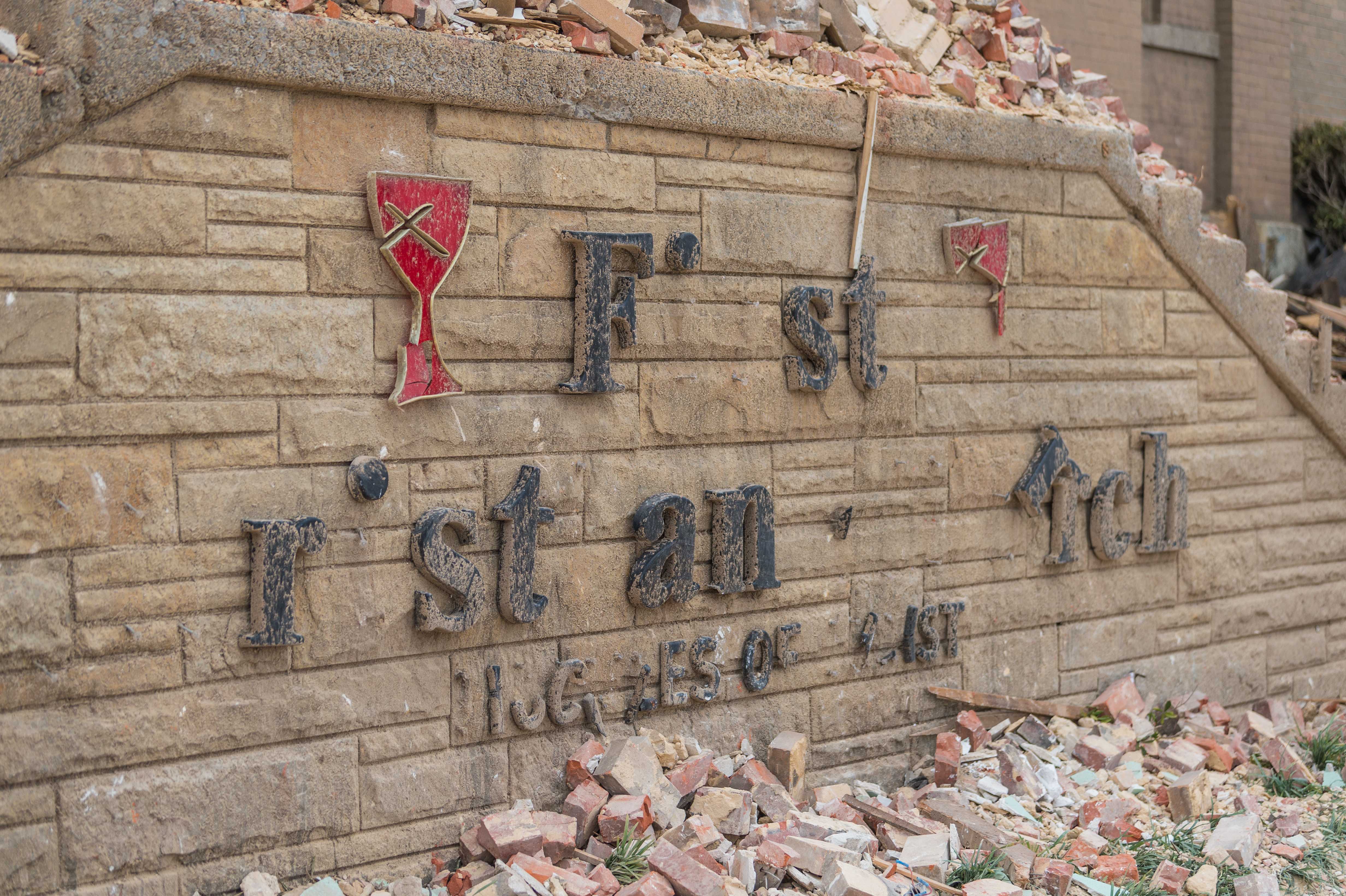
竜巻によって破壊された「最初のキリスト教会」の看板
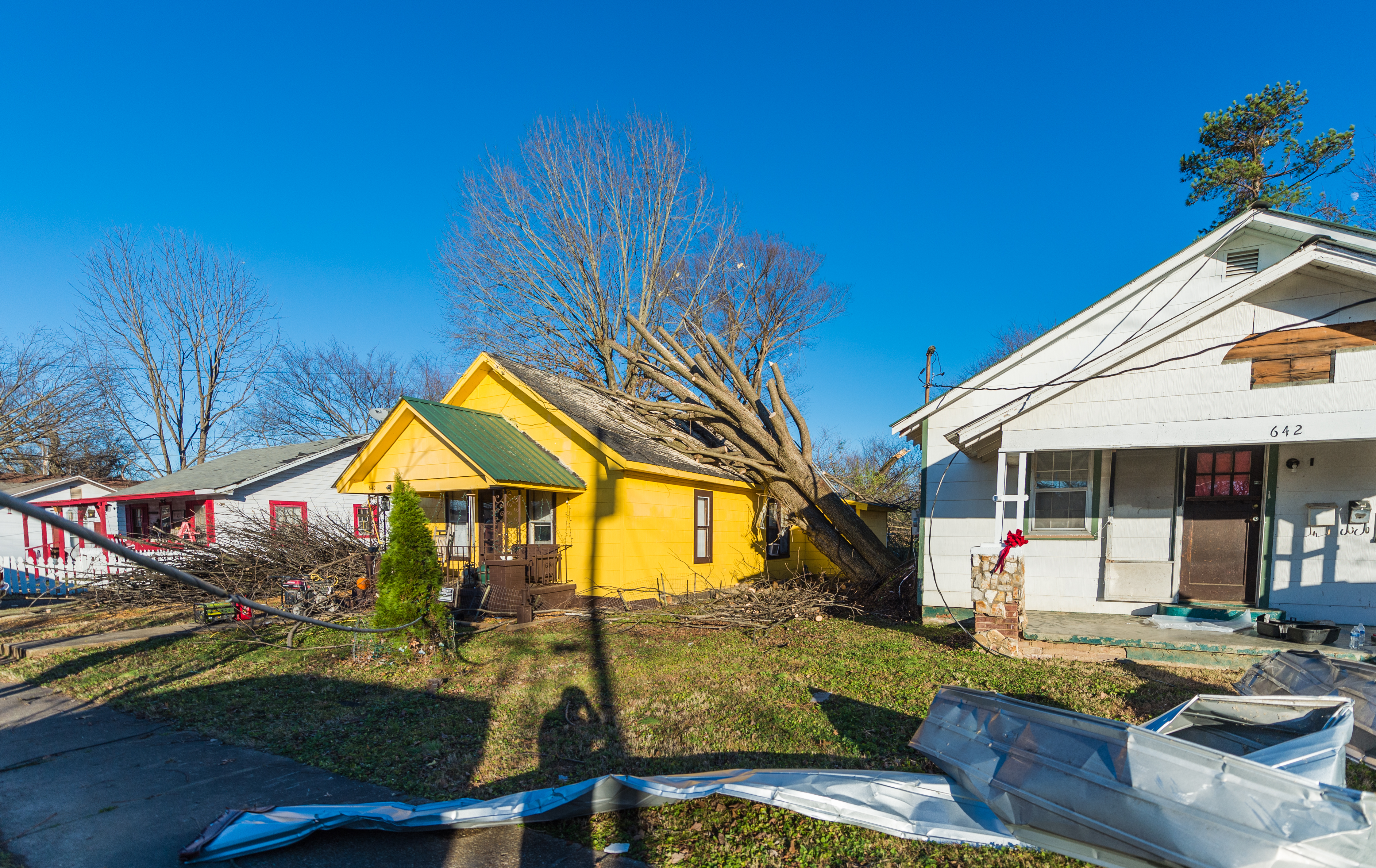
メイフィールド市内において竜巻によって倒れた木々
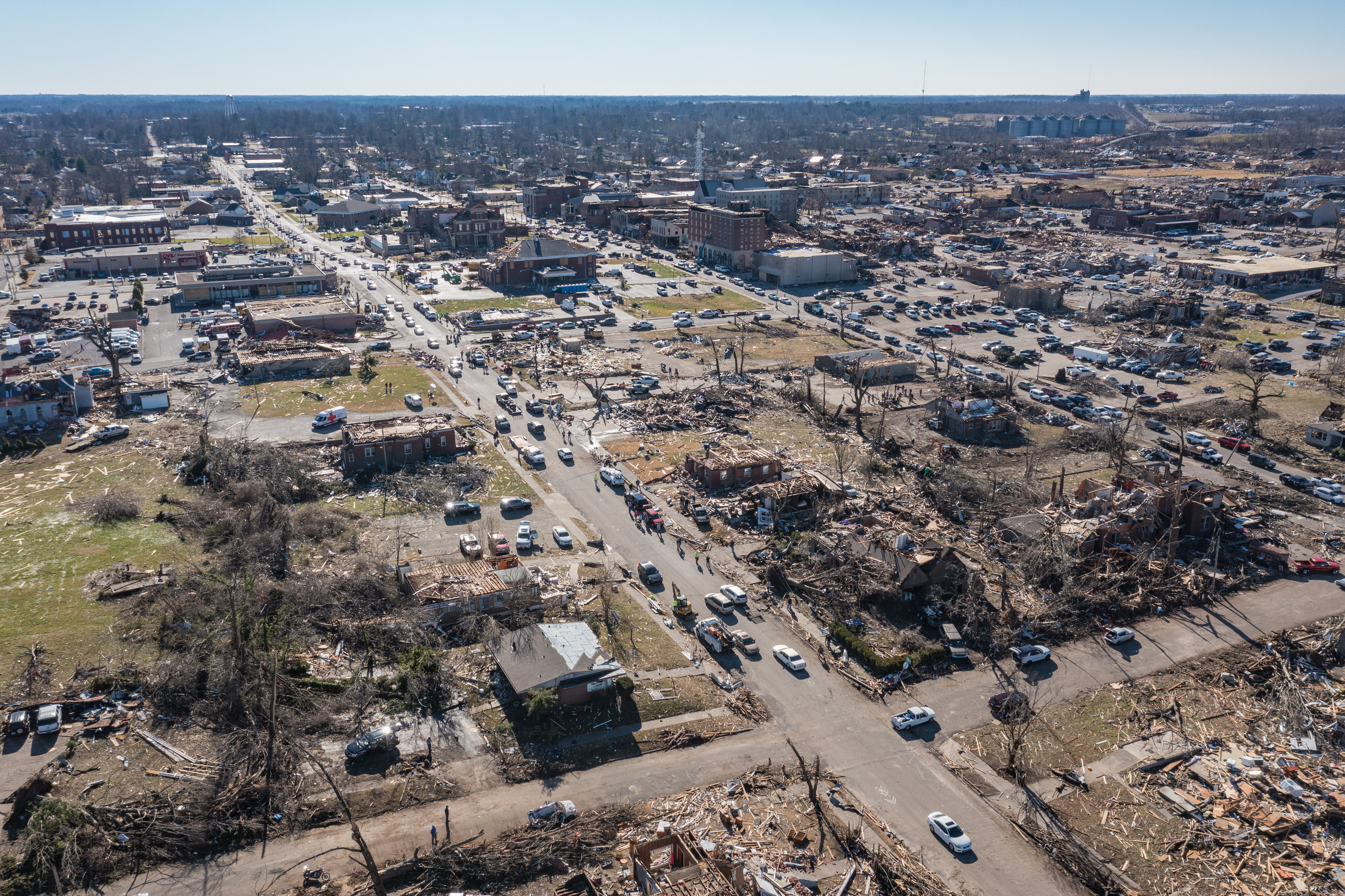
竜巻による被害を受けたメイフィールドを空中から撮影した写真
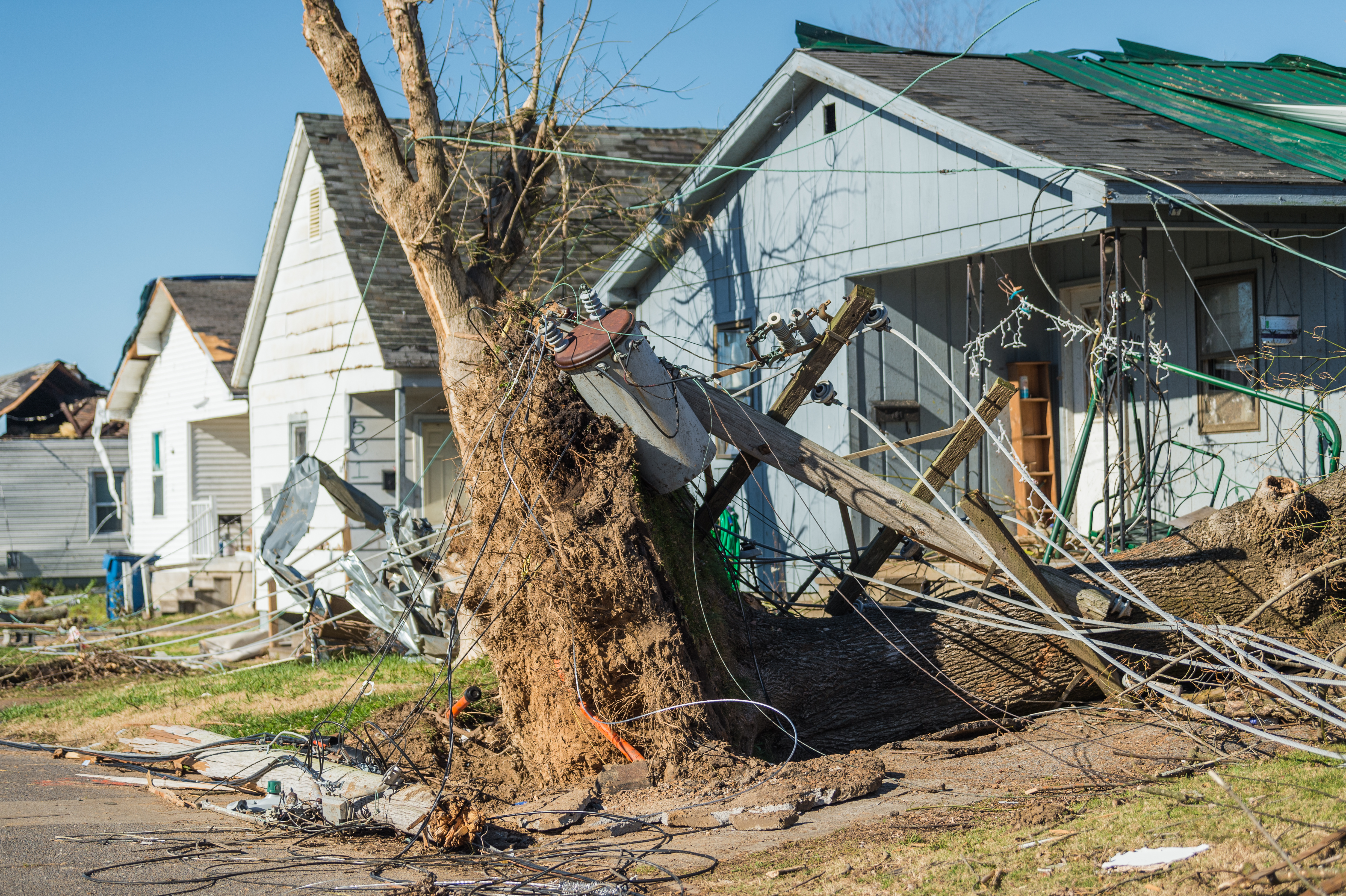
メイフィールドにおいて倒れた電柱
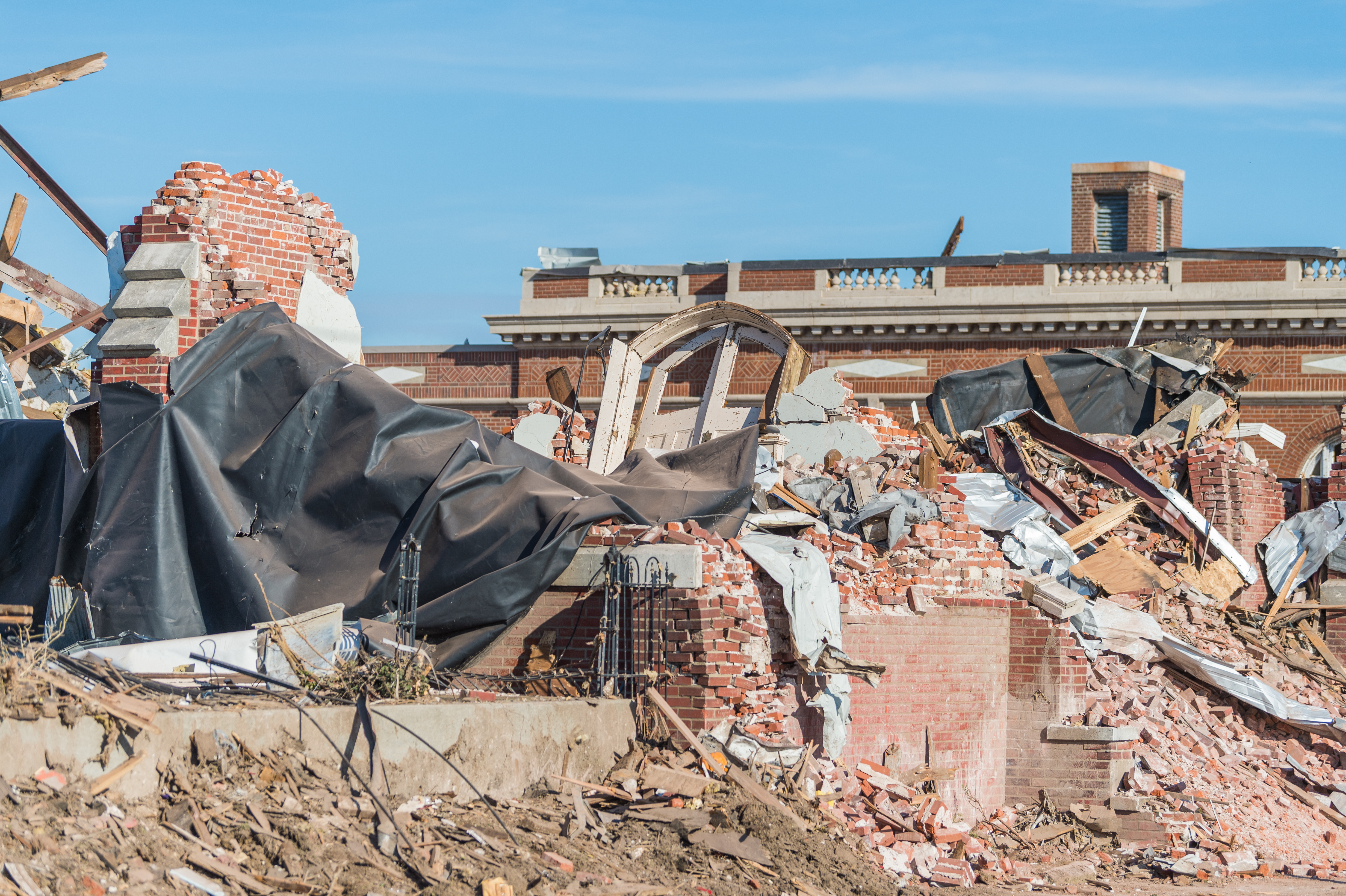
メイフィールドにおいて全壊した建物
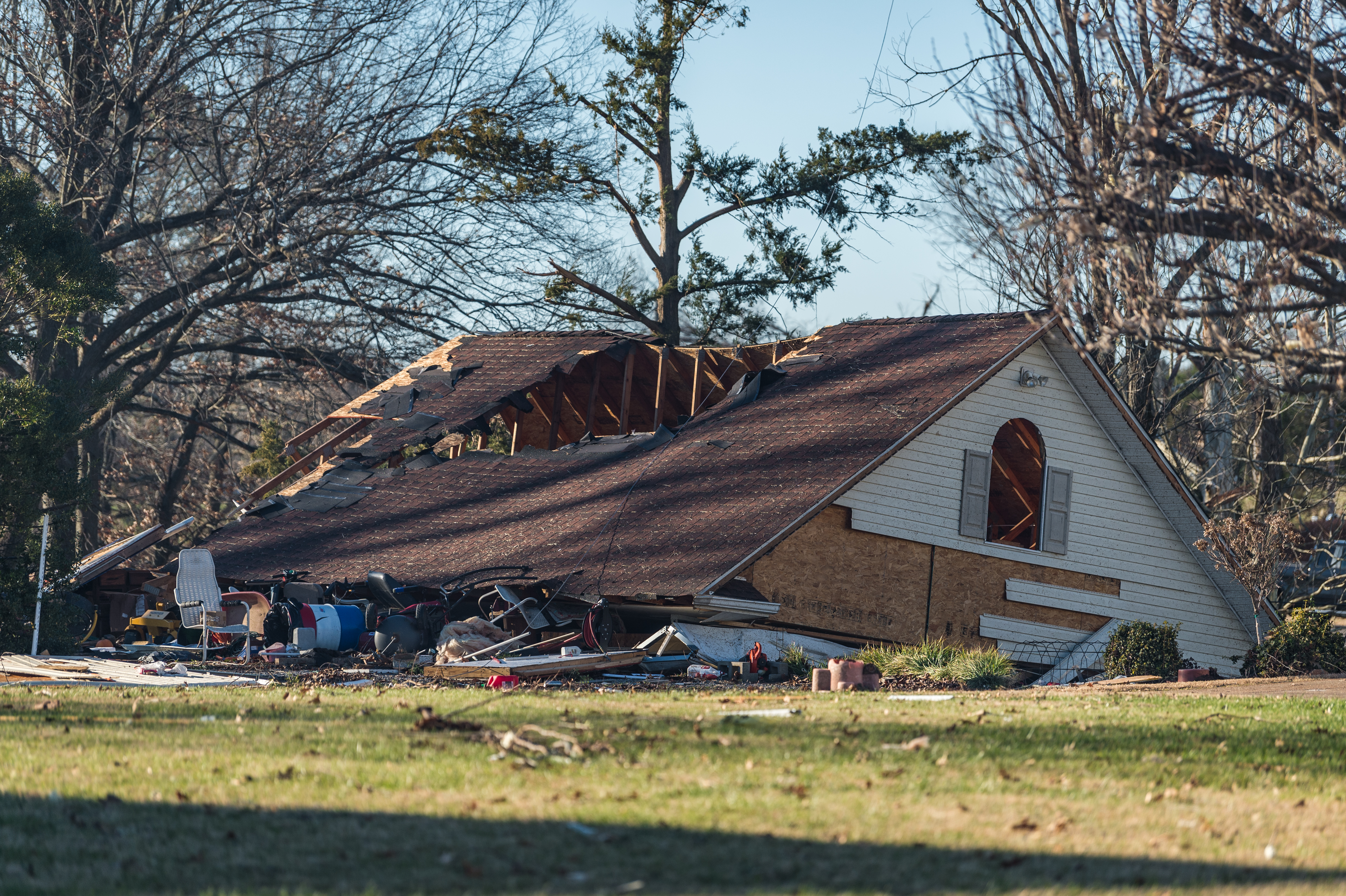
メイフィールドにおいて破壊された住所